# Jorma Järvi
Jorma Klaus Henrik Järvi, född 11 augusti 1908 i Nastola, död 11 november 1962 i Helsingfors, var en finländsk arkitekt.
Järvi betraktades under 1950- och 60-talen som en av landets främsta arkitekter. Han var med om att forma den ljusa och lätta modernistiska arkitektur som präglat den finländska miljön under efterkrigstiden.
Järvi praktiserade till en början hos Johan Sigfrid Sirén och arbetade 1940–1949 som chef för Puutalo Oy:s planeringsavdelning, där han utvecklade trähustyper för fabriksmässig framställning. Han bedrev även en egen aktiv byråverksamhet. Från 1959 till sin död verkade han som ordförande för Finlands standardiseringsdirektion.

## Verk i urval
- Posthuset i Helsingfors (tillsammans med Erik Lindroos), 1940
- Helsingfors simstadion, 1940–1952
- Sjötullstorgets församlingshus i Helsingfors, 1951
- Rovaniemi finska lyceum, 1952
- Brändö finska samskola, 1955
- flertal skolor och bostäder i Hagalund i Esbo, 1955–1960, samt Viitaniemi i Jyväskylä, 1959–1964